# بلتروم
بلتروم (به هلندی: Beltrum) یک منطقهٔ مسکونی در هلند است که در برکل‌لاند واقع شده‌است. بلتروم ۳۳٫۹۵ کیلومتر مربع مساحت و ۳٬۰۱۰ نفر جمعیت دارد.